# Glyptoscelis sequoiae
Glyptoscelis sequoiae är en skalbaggsart som beskrevs av Blaisdell 1921. Glyptoscelis sequoiae ingår i släktet Glyptoscelis och familjen bladbaggar. Inga underarter finns listade i Catalogue of Life.